# محمد ریاض الوافی
محمد ریاض الوافی (عربی: محمد رياض الوافي؛ زادهٔ ۲۳ اکتبر ۱۹۸۷) کشتی‌گیر اهل الجزایر است.
وی در وزن ۸۴ کیلوگرم کشتی آزاد بازی‌های المپیک تابستانی ۲۰۱۲ شرکت کرده است.